# 1869 у літературі
У цій статті висвітлено список літературних публікацій у 1869 році, а також пов'язаних з літературою осіб, які народилися або померли у цьому році.

## Твори
- «Двадцять тисяч льє під водою» — роман Жуля Верна.
- «Навколо Місяця» — роман Жуля Верна.
- «Людина, яка сміється» — роман письменника Віктора Гюго.
- «Венера в хутрі» — оповідання австрійського письменника Леопольда фон Захера-Мазоха.
- «Пісні Мальдорора» — поема в прозі Лотреамона.
- «Простаки за кордоном» — повість Марка Твена.
- «Війна і мир» — роман Льва Толстого.

## Народилися
- Станіслав Виспянський — польський поет, драматург, живописець, дизайнер меблів та інтер'єрів.
- Шарлотта М'ю — англійська поетеса.
- Гіппіус Зінаїда Миколаївна — російська письменниця.
- Андре Жід
- Едвін Арлінгтон Робінсон
- Ґвюдмюндюр Фрідйоунссон —ісландський поет і письменник

## Померли
- Забіла Віктор Миколайович — український поет-романтик.